# Howa Type 89
Le Howa Type 89 (89式5.56mm小銃) est un fusil d'assaut japonais conçu par la firme Howa. Surnommé Buddy, il est dérivé du fusil d'assaut AR-18 d'Armalite. Il remplaça le Howa Type 64 dans les forces japonaises d'autodéfense qui l’adoptèrent en 1989, et est actuellement aussi utilisé par les garde-côtes japonaises, ainsi que certaines unités spéciales de la police du pays.

## Historique
Vers la deuxième moitié des années 1970, les forces américaines et l'OTAN commencèrent à remplacer le calibre 7,62 x 51 mm OTAN par le 5,56 × 45 mm OTAN pour les fusils d'assaut. On devait donc, également au Japon, changer le Fusil Type 64 chambré en 7,62 mm OTAN.
Le développement du nouveau fusil a été confié à la firme métallurgique Howa, qui avait déjà produit des fusils d'assaut AR-18 (et sa version civile l'AR-180) sous licence d'Armalite. Le développement commença en 1974 et un premier prototype, le HR-10 (HR: Howa Rifle), fut construit en 1978. Il fut basé sur l'AR-18, mais en raison de problèmes technologiques, il a été fait sur une nouvelle conception qui se rapprochait du Type 89 actuel par sa taille, sa masse et la présence d'un sélecteur de tir en rafale de trois coups.
En 1980, une version allégée du HR-10, le HR-11 fut produit, et en 1981 les prototypes HR-12 et HR-13 furent construits. Aussi, le fusil d'assaut AR-18 fut distribué au sein des forces d'autodéfense japonaises pour être testé et avoir des données.
Le prototype final HR-15 fut produit en 1986, et fut distribué pour évaluation. Le sélecteur de tir a été déplacé à droite par rapport au HR-10.
Enfin, un fusil prototype amélioré à partir du HR-15 fut officiellement nommé HR-16 (HR1604), et en 1989, le fusil fut officiellement adopté en tant que Fusil 5.56 mm Type 89.
En 2011, 10 033 de ces fusils ont été achetés par l'armée japonaise qui demandait, pour l'année 2012, 9 513 autres armes pour un montant de 2,7 milliards de yens.
En mai 2020, le Howa Type 20 appelé aussi HOWA 5.56 entre en service pour le remplacer.

## Spécifications

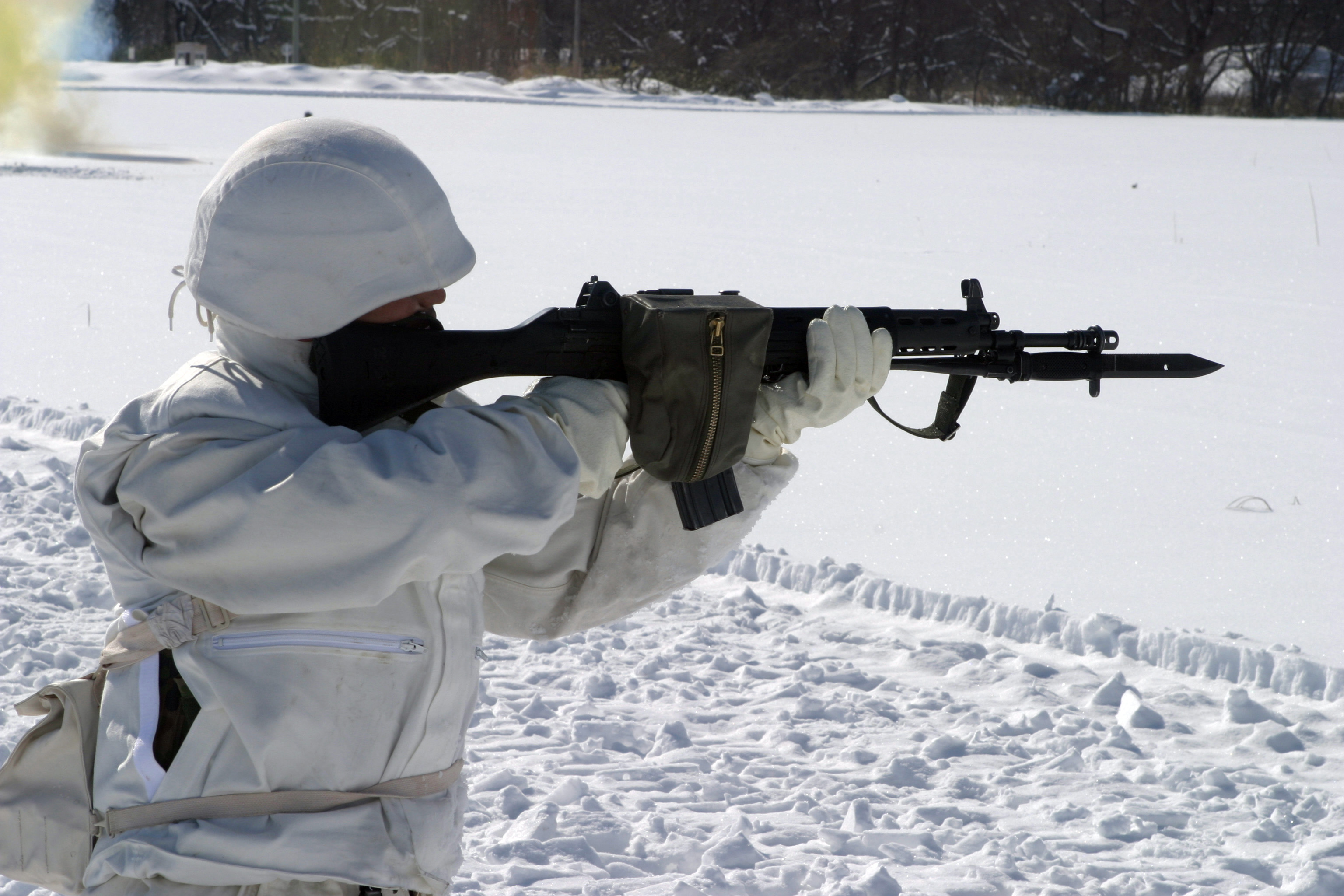
Fusil Type 89 avec baïonnette, utilisé durant un entraînement hivernal.

- Le fusil est plus léger que son prédécesseur (environ 1 kg d'allégement par rapport au Type 64 pesant 4.4 kg) en remplaçant certaines parties métalliques de la crosse par du plastique renforcé. D'autres particularités ont été apportées à sa conception pour correspondre à la constitution d'un Japonais. Néanmoins, il est arrivé une dizaine de fois que l'arme explose dans les bras du tireur, provoquant le plus souvent la mort.
- Le sélecteur de tir est souvent appelé "Atare 3" (アタレサン atarésan) désignant les différentes positions du sélecteur :

ア ("a" pour 安全装置 anzen souchi : position/dispositif de sûreté) → タ ("ta" pour 単発射撃 tanpatsu shageki : semi-automatique) → レ ("re" pour 連発射撃 renpatsu shageki : automatique) → 3 (rafale de trois coups) 
- Le fusil peut être muni d'un bipied, et/ou d'une baïonnette, plus compacte que celle du Type 64. En l'utilisant avec son étui, elle permet de couper les fils de fer barbelés, et peut aussi être utilisée comme un couteau de survie.
- Le lance-grenades M203 peut être équipé sur le fusil, mais il existe une grenade à fusil japonaise pour les fusils Type 64 et Type 89 : la grenade à fusil Type 06.
- Il existe une version à crosse pliable pour les troupes parachutistes et les équipages de véhicules, longue de 670 mm  lorsque la crosse est pliée. Ce Fusil type 89 F a une masse de 3,6 kg.
- La version SS109 du calibre 5,56 OTAN peut être utilisée pour l'arme, ce qui permet le partage de munitions avec les forces américaines stationnant au Japon (United States Forces Japan).

## Apparitions dans les œuvres de fiction
Le fusil type 89 n'est que rarement apparu dans les œuvres occidentales (ce qui est normal car les forces d'autodéfense  n'exportent jamais cette arme à l'étranger), apparaissant surtout dans la fiction japonaise, telle que des animes mettant en scènes des soldats des forces de défense, en comparaison avec la réalité, comme Full Metal panic!, Library War, High School of the Dead, Memories, Gyo ,  plus récemment GATE et aussi dans le manga Rising Sun et les films animés Patlabor réalisé par Mamoru Oshii. Apparait aussi dans certains films de Godzilla dont le film de 2014. Il est rarement utilisable dans les jeux vidéo, mis à part Rainbow Six 3: Raven Shield dans sa version parachutiste 89 F. Il apparaît aussi dans les jeux Cross Fire et Alliance of Valiant Arms, mais est seulement utilisable par les joueurs japonais dans la version de leur pays.
Il existe deux mods pour Battlefield 2 qui permettent d'utiliser d'utiliser le type 89. Le premier est CHPower 11, qui permet de jouer le Japon en remplacement des États-Unis sur les cartes de jeu. Le second mod CQB se joue sur des cartes originales - montrant des lieux du Japon- et permet d'opposer les forces d'autodéfenses à des terroristes. 
Dans la simulation militaire ArmA 2, des membres de la communauté on conçu un mod nommé JSDF (Japan Self Defense Forces) modélisant et permettant d'incarner ou d'affronter les forces d'auto-défenses et leur matériel. 
Dans le jeu Forbidden siren 2, c'est une arme redoutable.
Dans le jeu Warface, qui est l'une des meilleures armes de la classe Fusiller.
Le Type 89 apparaît dans le jeu vidéo Tom Clancy's Rainbow Six: Siege, dans sa version 89F tout comme dans Rainbow six 3. Le fusil peut être utilisé par l'agent Hibana.

## Sources
- (ja) Japan Ground Self Defense Force perfect guide, Japon, Gakken, coll. « Rekishi Gunzo Series », 1er avril 2008 (ISBN 978-4-05-605141-4)
- R.D. Jones & A. White, Jane's Guns Recognition Guide, 5th Edition, HarperCollins, 2008.
- M. Popenker & A.G. Williams, Assault Rifle, Crowood Press, 2004